# Oficina de Garanties Lingüístiques
L'Oficina de Garanties Lingüístiques (OGL) és l'òrgan de la Secretaria de Política Lingüística de la Generalitat de Catalunya que vetlla pel compliment de la legislació lingüística catalana.

## Funcions
- Recollir les consultes, queixes i denúncies relacionades amb l'ús del català i l'aranès (a la Vall d'Aran).
- Tramitar queixes i denúncies perquè les autoritats competents inspeccionin i, si cal, sancionin les empreses o entitats que vulnerin la llei.
- Assessorar les empreses i entitats denunciades per facilitar-los l'ús del català.
- Proposar actuacions per fomentar l'ús del català en els sectors que més denuncies i peticions generin.

## Procediment
Els ciutadans poden formular les seves queixes o denúncies per Internet (a través del correu electrònic o omplint un formulari al web de l'OGL), fax, telèfon o correu ordinari. També es pot presenciar a les delegacions de l'OGL (a Barcelona, Girona, Lleida, Tarragona i Tortosa) o als centres del Consorci per a la Normalització Lingüística i l'Agència Catalana del Consum.
Tots els demandants han d'identificar-se per a poder formular la petició; posteriorment, es canalitza a un organisme competent (per ex. l'Agència Catalana del Consum), car la mateixa OGL no té capacitat inspectora ni sancionadora.

## Actuacions
Segons el balanç de l'any 2005, l'OGL va rebre 2.134 peticions, va tramitar 646 denúncies, va enviar 650 cartes d'assessorament a establiments i empreses (oferint-los, per exemple, cursos de català per a adults).

## Controvèrsia
Alguns grups que defensen el bilingüisme català-castellà a Catalunya, com ara l'Asociación por la Tolerancia o Ciutadans - Partit de la Ciutadania, consideren que les activitats de l'OGL conculquen els drets dels castellanoparlants al fomentar la "delació" contra els ciutadans que fan ús de la seva llengua; un dels exemples més recurrent és el dels botiguers que retolen els seus establiments únicament en castellà, incomplint d'aquesta manera la Llei 1/1998, de 7 de gener, de política lingüística, que obliga a retolar almenys en català.